# Суперкубок России по футболу 2022
В 20-м розыгрыше за Суперкубок России по футболу 2022 встретились чемпион России 2021/22 петербургский «Зенит» и обладатель кубка России 2021/22 московский «Спартак». Это 14 финал между чемпионом и обладателем кубка страны.

## Команды

### История противостояния
«Зенит» и «Спартак» ни разу не пересекались в матчах Суперкубок России по футболу.
«Зенит» получил право на игру в Суперкубке как чемпион России сезона 2021/22, завоевав титул в 27-м туре чемпионата 30 апреля. Клуб в десятый раз примет участие в Суперкубке или в каждом втором розыгрыше. Также является действующим обладателем приза. Команда по числу суперкубков и участий в них уступает только ЦСКА (7 побед в 11 матчах). «Зенит» дважды выступал в Суперкубке в званиях чемпиона России и обладателя Кубка России (2011 и 2020 года).
«Спартак» получил право на игру в Суперкубке, обыграв 29 мая в финале Кубка России сезона 2021/22 московское «Динамо» со счётом 2:1. Клуб в пятый раз примет участие в матче Суперкубка. «Спартак» выигрывал приз лишь один раз в 2017 году в звании чемпиона России.
После окончания сезона-2021/22, во второй половине июня, «Зенит» принимал участие в Кубке PARI Премьер 2022, одержав в нём победу. «Спартак» сыграл три контрольные игры на своей учебно-тренировочной базе.

### Достижения команд в розыгрышах Суперкубка
| Команда | Итого     | 2022 | 2021              | 2020              | 2019 | 2017              | 2016              | 2015              | 2013 | 2012 | 2011              | 2008              | 2007 | 2006 | 2004 |
| ------- | --------- | ---- | ----------------- | ----------------- | ---- | ----------------- | ----------------- | ----------------- | ---- | ---- | ----------------- | ----------------- | ---- | ---- | ---- |
| Зенит   | 10 матчей |      | Суперкубок России | Суперкубок России | 2    | —                 | Суперкубок России | Суперкубок России | 2    | 2    | Суперкубок России | Суперкубок России | —    | —    | —    |
| Спартак | 5 матчей  |      | —                 | —                 | —    | Суперкубок России | —                 | —                 | —    | —    | —                 | —                 | 2    | 2    | 2    |

### Статистика выступлений в Суперкубке
| Команда | М | В | Н | П | МЗ | МП | +/- | % побед |
| ------- | - | - | - | - | -- | -- | --- | ------- |
| Зенит   | 9 | 5 | 1 | 3 | 12 | 11 | +1  | 055,56  |
| Спартак | 4 | 1 | 0 | 3 | 7  | 11 | −4  | 025,00  |

### Достижения тренеров в розыгрышах Суперкубка
| Тренер            | Итого     | Тренер            | Тренер            | Тренер            | Тренер | Игрок | Игрок             | Игрок       | Игрок | Игрок             |
| Тренер            | Итого     | 2022              | 2021              | 2020              | 2019   | 2012  | 2011              | 2010        | 2009  | 2004              |
| ----------------- | --------- | ----------------- | ----------------- | ----------------- | ------ | ----- | ----------------- | ----------- | ----- | ----------------- |
| Сергей Семак      | 9 финалов | Суперкубок России | Суперкубок России | Суперкубок России | 2      | 2     | Суперкубок России | Травмирован | 2     | Суперкубок России |
| Гильермо Абаскаль | 1 финал   | 2                 | —                 | —                 | —      | —     | —                 | —           | —     | —                 |

### Дополнительная информация на дату матча
Согласно данным с сайта Transfermarkt
| Команда  | Команда      | Команда | Команда      | Команда     | Лидер         | Лидер      |
| Название | Соревнование | Место   | Стоимость    | Ср. возраст | Имя и фамилия | Стоимость  |
| -------- | ------------ | ------- | ------------ | ----------- | ------------- | ---------- |
| Зенит    | РПЛ          | 1 место | € 151,10 млн | 25,9        | Малком        | € 22,0 млн |
| Спартак  | Кубок        | 1 место | € 84,45 млн  | 24,2        | Квинси Промес | € 9,0 млн  |

### Судейство клубов Владимиром Москалёвым
Москалёв судил 23 матча с участием «Зенита», в которых петербургский клуб одержал 12 побед. Игры «Спартака» арбитр обслуживал 16 раз, в которых «красно-белые» десять раз победили.
статистика судейства соперников
| Дата       | Соревнование | Город           | Матч          | Счёт |
| ---------- | ------------ | --------------- | ------------- | ---- |
| 02.09.2018 | Чемпионат    | Санкт-Петербург | Зенит—Спартак | 0:0  |
| 17.03.2019 | Чемпионат    | Москва          | Спартак—Зенит | 1:1  |

Общая статистика судейства команд
| Команда | М  | В  | Н | П | МЗ | МП | +/- | % побед |
| ------- | -- | -- | - | - | -- | -- | --- | ------- |
| Зенит   | 23 | 12 | 7 | 4 | 41 | 25 | +16 | 052,17  |
| Спартак | 16 | 10 | 5 | 1 | 28 | 11 | +17 | 062,50  |

## События до матча
Дата и место проведения матча было определено 10 июня 2022 года на бюро исполкома РФС: в десятый раз матч проводится в июле и второй раз в Санкт-Петербурге .
Впервые телевизионным вещателем стал канал «Матч ТВ». Телеканал «Матч ТВ» и сеть кинотеатров «Формула Кино Синема Парк» организуют показ матча в кинотеатрах России — это был крупнейший показ футбольного матча в кинотеатрах.
За месяц до матча, по мнению букмекерских компаний, явным фаворитом матча являлся «Зенит», в то время как «Спартак» являлся андердогом.
24 июня началась продажа билетов на матч Суперкубка.
30 июня стало известно о выступлении перед матчем певицы МакSим и группы «Ленинград».
2 июля стало известно, что в ходе закрытой (с 24 по 29 июня) продажи было реализовано более 14 тыс. билетов.
3 июля стало известно о выступлении певцов Александра Розенбаума и Эдуарда Хиля-младшего.
5 июля Квинси Промес, Егор Шип и ST выпустили клип «Наше имя знают все». Полузащитник «Спартака» Квинси Промес зачитывает семь строчек на английском языке, смысл которых сводится к тому, что «Спартак» знают все, и клуб завоюет трофей. В ответ, 6 июля, фанаты «Зенита» публикуют видеоролик с пародией на супругу владельца «Спартака» Леонида Федуна Зарему Салихову которая пришла на сеанс к психотерапевту и рассказывает о своих проблемах — в частности по поводу проведения матча с «Зенитом» за Суперкубок в Санкт-Петербурге .
6 июля Газпромбанк провёл Trophy tour Суперкубка по Неве. Трофей сопровождали амбассадоры РФС: Алексей Игонин, Дмитрий Радченко, Александр Филимонов и Дмитрий Хлестов.
7 июля стало известно, что группа «Би-2» выступит на церемонии закрытия Суперкубка, а группа «Танцы Минус» заменит «Ленинград» на церемонии открытия.
7 июля главный тренер «Зенита» Сергей Семак и футболист команды Далер Кузяев провели пресс-конференцию перед матчем за Суперкубок.
8 июля главный тренер «Спартака» Гильермо Абаскаль и капитан команды Георгий Джикия провели пресс-конференцию перед матчем за Суперкубок.
Накануне матча за Суперкубок в Санкт-Петербурге на стадионе «Петровский» прошёл матч легенд «Зенита» и «Спартака», показанный в прямом эфире «Матч ТВ» и завершившийся победой «Зенита» со счётом 2:0.
За сутки до матча, по мнению букмекерских компаний, фаворитом матча оставался «Зенит», а шансы «Спартака» на завоевание трофея составляли 23% (клуб не выигрывал в Санкт-Петербурге с мая 2012 года).
Руководством «Газпром Арены» было принято решение о проведении матча с закрытой крышей из-за дождя.

## Выбор места проведения
Встреча за Суперкубок-2022 намечена на 9 июля. В качестве приоритетного места проведения матча в изначально рассматривались «Лужники». Позднее на проведение матча стали претендовать Екатеринбург, Казань, Калининград, Нижний Новгород, Санкт-Петербург и Сочи.
10 июня Российский футбольный союз объявил местом проведения матча стадион «Газпром Арена». 12 июля 2015 года Санкт-Петербург принимал Суперкубок России по футболу 2015, но на стадионе «Петровский».
Место проведения Суперкубка 2022 определялось уже после того, как стали известны команды-участницы. Перед определением места проведения и некоторое время после, из стана «Спартака» имели место сообщения о несогласии проводить матч в Санкт-Петербурге и желании играть в «Лужниках» или на нейтральной территории в другом городе, а также возможном бойкоте матча московским клубом.

## Подробности матча
| 9 июля 2022 Финал | Зенит (Санкт-Петербург)                                 | 4:0 (2:0)                                        | Спартак (Москва) | Санкт-Петербург |
| 19:00 MSK | Сергеев 29′ · Малком 34′ · Вендел 47′ · Кассьерра 90+3′ | протокол матча (РПЛ) отчёт (Спартак) обзор матча |                  | Стадион: «Газпром Арена» Зрителей: 55 608 Судья: Владимир Москалёв (Воронеж) Помощники судьи: Валерий Данченко (Уфа), Максим Ковалёв (Реутов) Видеопомощник судьи (VAR): Сергей Карасёв (Москва) Ассистент видеопомощника судьи (AVAR): Максим Гаврилин (Владимир) Резервный судья: Кирилл Левников (Санкт-Петербург) Игрок матча: Малком («Зенит») |
| Зенит (Санкт-Петербург): Одоевский, Чистяков, Дуглас Сантос ( 85' Ерохин), Алип, Сутормин ( 69' Бакаев), Кузяев, Барриос 89', Вендел ( 76' Круговой), Клаудиньо, Сергеев ( 69' Кассьерра), Малком ( 76' Мостовой) · ---- · Запасные: Кержаков, Бязров, Адамов, Ловрен, Родриган, Кравцов · ---- · Главный тренер: Сергей Богданович Семак · Спартак (Москва): Селихов, Хлусевич ( 60' Литвинов), Чернов 57' ( 75' Рассказов), Джикия , Рыбус, Умяров, Денисов, Зобнин ( 75' Пруцев), Игнатов ( 46' Зиньковский), Промес, Соболев ( 60' Николсон 89') · ---- · Запасные: Максименко, Волков, Маслов, Классен, Кофрие, Вл. Шитов · ---- · Главный тренер: Гильермо Абаскаль |                                                         |                                                  |                  | |

### Форма команд
| Зенит | Спартак |

### Статистика матча
| Зенит            | Статистика матча      | Спартак |
| ---------------- | --------------------- | ------- |
| % владения мячом |                       |         |
| 45%              | всего (90'+4'46")     | 55%     |
|                  | 1 тайм (45'+1'16")    |         |
|                  | 2 тайм (45'+3'30")    |         |
| игровые события  |                       |         |
| 10 (6)           | удары (удары в створ) | 5 (1)   |
| __               | удары в каркас ворот  | __      |
| 2                | угловые удары         | 7       |
| 0                | офсайды               | 0       |
| нарушения правил |                       |         |
| 3                | фолы                  | 16      |
| 1                | предупреждения        | 2       |
| 1                | решения VAR в пользу  | 0       |

## Регламент матча
Спортивный регламент
- 90 минут основного времени (компенсированное время к каждому тайму в случае необходимости).
- Послематчевые пенальти в случае необходимости.
- Девять запасных с каждой стороны.
- Максимум пять замен.

Распределение призового фонда
Призовой фонд (100%, предварительно в размере 90 млн. рублей) — разница между выручкой от проведения матча и расходами на его 
организацию и проведение распределяются в следующих долях:
- Победитель матча – 52,5% (¾ от 70% выделяемых участникам)
- Проигравший участник – 17,5% (¼ от 70% выделяемых участникам)
- Российский футбольный союз – 15% (½ от 30% выделяемых организаторам)
- Российская премьер-лига – 15% (½ от 30% выделяемых организаторам)